# Palacio de Linares
Il Palacio de Linares, conosciuto nei suoi primi anni come il Palacio de Murga, si trova a Madrid (Spagna), situato tra il paseo de Recoletos e la calle de Alcalá, e la sua facciata principale dà sulla plaza de Cibeles, nei terreni degli antichi 
Molinos de Plata e del Pósito Real de Madrid, grande magazzino di cereali pensato per far fronte a possibili crisi di forniture in città.

## Costruzione
José de Murga y Reolid, primo marchese di Linares e primo viceconte di Llanteno, comprò il terreno da edificare, di 3.064 metri quadrati, nel 1872 al Comune di Madrid. Incaricò dei lavori l'architetto municipale Carlos Colubí nel 1877, seguendo i progetti dell'architetto francese Adolf Ombrecht. Alcune parti del Palazzo, come la scala che accede al giardino o la Casa de Muñecas, furono opera di Manuel Aníbal Álvarez. I marchesi di Linares si trasferirono in quest'edificio nel 1884, sebbene i lavori non terminarono completamente fino al 1900.

## Decorazione
L'edificio si caratterizza per la sua bellezza e la qualità dei materiali impiegati, come si può apprezzare nella scala del vestibolo, realizzata in marmo di Carrara. La decorazione si ispira allo stile Segundo Imperio francés: rivestimenti della Fábrica de Gobelinos, tetti decorati con abbondanti pitture mitologiche, pavimenti di legni esotici, lampade francesi, tappeti della Real Fábrica de Tapices, sete della Cina per il salone orientale.. Il Palazzo contiene opere di Alejandro Ferrant, Francisco Pradilla, Manuel Domínguez, Jerónimo Suñol, Casto Plasencia, Francisco Amérigo e Valeriano Domínguez Bécquer. Come curiosità, c'è da notare che l'edificio era sprovvisto della cucina, dato che i marchesi di Linares preferivano farsi portare ogni giorno il mangiare da un tipico ristorante di Madrid.

## Proprietari
Dopo la morte del marchese di Linares, il Palazzo fu ereditato da Raimunda Avecilla y Aguado, contessa di Villapadierna, figlia adottiva dei marchesi e figlia del loro amministratore, Federico Avecilla Delgado.
Con il passare degli anni e dopo aver sofferto i danni della Guerra Civile Spagnola, il Palazzo arrivò quasi al punto di essere demolito. Tuttavia, fu dichiarato Monumento Histórico Artístico nel 1976, cosa che lo salvò da una sparizione sicura. Nonostante i cambi di proprietario, tra i quali si trovano la compagnia marittima Transmediterránea, la Confederación Española de Cajas de Ahorro, e il Comune di Madrid e l'industriale Emiliano Revilla, rimase senza essere usato e chiuso «con cento chiavi» durante quasi un secolo, cosa che garantì che le sue decorazioni e il mobilio arrivassero quasi intatti fino ai giorni nostri. I polverosi saloni del palazzo furono impiegati nel 1981 quando ancora rimaneva chiuso, per girare il film Patrimonio nazionale di Luis García Berlanga.

## Casa de América
Nel 1992, in concomitanza con gli atti del Quinto Centenario dell'arrivo in America di Cristoforo Colombo e della capitalità culturale europea di Madrid, il Palacio de Linares venne riaperto come Casa de América, un centro destinato allo scambio culturale tra Spagna e America. Con questo fine, il centro organizza numerose esposizioni, dibattiti, conferenze, corsi, ecc.